# Repubblica di Vemerana
Vemarana (o Vemerana in inglese) è il nome dato allo stato indipendente istituito sull'isola di Espiritu Santo, nell'arcipelago Nuove Ebridi, durante il tentativo di secessione dell'isola, tra il 28 maggio e il 31 agosto 1980.
Prevalentemente francofoni, gli abitanti dell'isola hanno ripetutamente cercato la secessione. Il movimento Nagriamel e il suo leader Jimmy Stevens (1922-1994) proclamarono unilateralmente l'indipendenza una prima volta il 27 dicembre del 1957. Il condominio anglo-francese si oppose e il tentativo fallì.
Avvicinandosi l'indipendenza dell'arcipelago, nel novembre del 1979 i rappresentanti del Nagrimael a Espiritu Santo, che non avevano aderito al progetto di indipendenza di Vanuatu supportata del partito anglofono Vanua'aku, decisero di proclamare la secessione. La Gran Bretagna prevedette di ristabilire l'ordine con l'invio dell'esercito, ma la Francia si oppose.
Il 28 maggio 1980 i secessionisti presero il capoluogo dell'isola, Luganville (poi rinominata Allonneaupolis), e innalzarono la bandiera della Repubblica indipendente di Vemarana. Il governo di Port Vila, guidato da Walter Lini, ordinò un blocco dell'isola. Il 3 giugno 1980 la Francia, attraverso il suo rappresentante in loco, riconobbe l'indipendenza di Espiritu Santo. La neonata repubblica ricevette anche l'appoggio della Fondazione Phoenix, interessata alla possibilità di far diventare l'isola un paradiso fiscale.
Il 31 agosto 1980, dopo l'indipendenza di Vanuatu, Lini ottenne aiuti militari da Papua Nuova Guinea che presero il controllo del paese. Questa breve guerra civile è nota come la "guerra della noce di cocco". La secessione di Vemarana fu repressa e 760 persone furono arrestate, tra cui Jimmy Stevens, che fu condannato a 15 anni di carcere; venne poi rilasciato il 19 agosto 1991. L'ambasciatore di Francia fu espulso da Port Vila il 2 febbraio 1981. Le relazioni diplomatiche tra Vanuatu e la Francia ripresero nel mese di ottobre.